# Gull Terr
O Gull terr, também chamado de Gull terrier  e Bull terrier paquistanês, é uma rara raça de cães, que é encontrado principalmente no Paquistão e em Punjab, na Índia. Foi criado a partir de cruzamentos entre o antigo bull terrier inglês e o Bully Kutta, uma raça de cães local. Hoje geralmente são encontrados em áreas rurais. Embora originalmente categorizado como um tipo menor de Bully Kutta utilizado para rinha, este cão ganhou seu lugar nos lares por causa de sua afeição e facilidade de adestramento, e gradualmente está se tornando popular como um animal de estimação e como cão de guarda. Desde que a rinha de cães foi proibida na Índia e no Paquistão, estes cães agora são criados para fins domésticos.

## Características

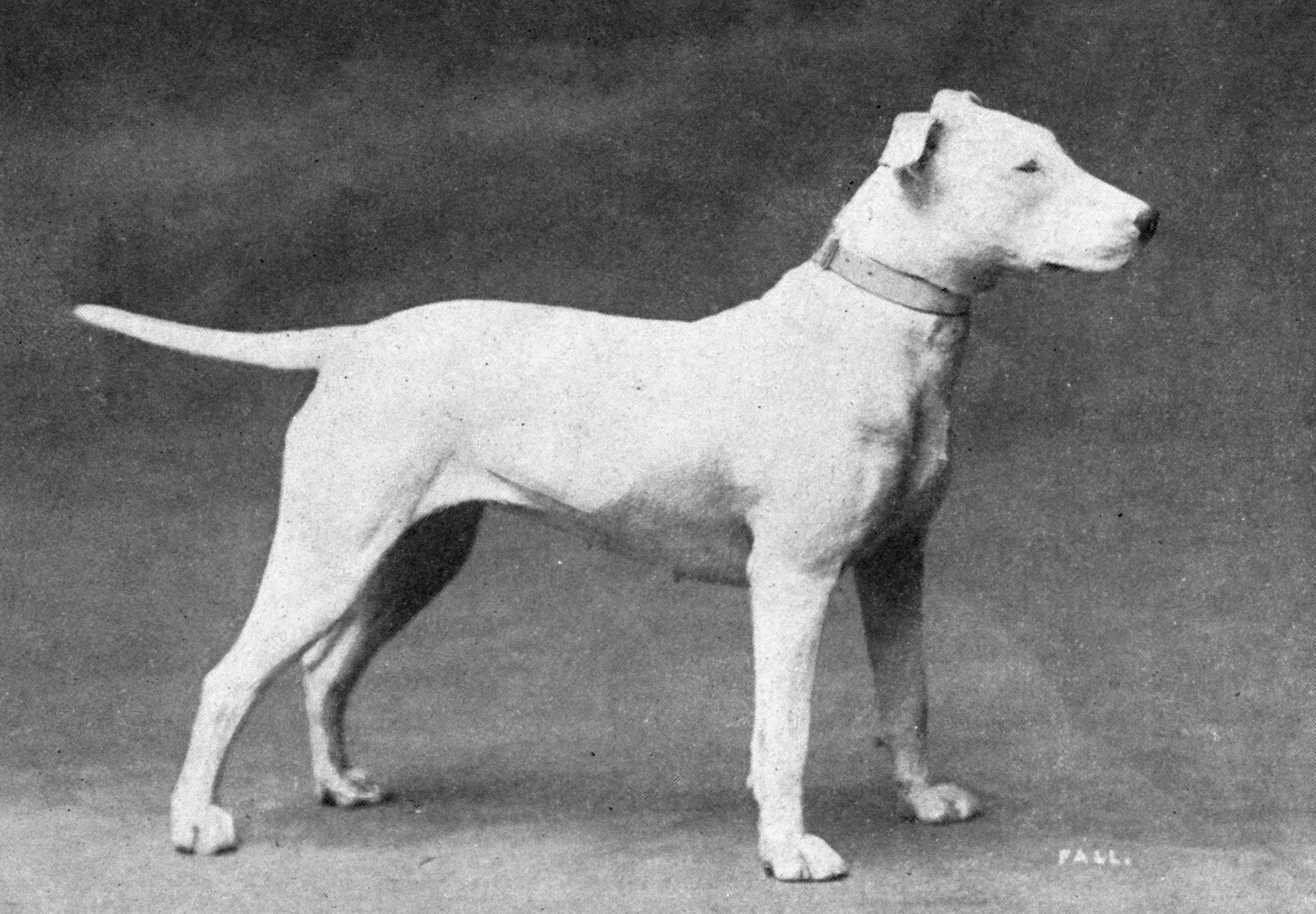
Antigo Bull terrier, 1915

O Gull terrier é um cão de tamanho médio. Sempre apresenta orelhas grandes e eretas, sem necessidade de cirurgia. Orelhas caídas são sinal de mestiçagem, assim como cães com orelhas cortadas. Sua pelagem é curta e branca com algumas manchas pretas, cor herdada do seu ancestral bully kutta. Existem cães de outras cores, mas eles são muito raros e, geralmente, são o resultado de cruzamentos com outras raças. Seu tamanho varia de acordo com seu tipo específico, mas a sua altura média é de 45 cm a 66 cm na cernelha e pesa de 40 a 45 kg. Apesar ter sido muito utilizado para rinha, o Gull terrier possui melhor temperamento para guarda. Na maturidade aos 2 anos, geralmente começam a engordar muito. Então eles precisam de pelo menos uma hora de exercício físico diário.